# Liga Premier de Bielorrusia 2021
La temporada 2021 fue la 31.ª edición de la Liga Premier de Bielorrusia, comenzó el 12 de marzo de 2021 y finalizó el de 28 noviembre del mismo año.
Shakhtyor Soligorsk fue el campeón defensor después de ganar el segundo título de liga la temporada pasada.

## Formato de competición
Los dieciséis equipos participantes jugaron entre sí todos contra todos dos veces totalizando 30 partidos cada uno, al término de la fecha 30 el primer clasificado se coronó campeón y obtuvo un cupo para la primera ronda de la Liga de Campeones 2022-23, mientras que el segundo y tercer clasificado obtienen  un cupo para la primera ronda de la Liga de Conferencia Europa 2022-23; por otro lado los dos últimos clasificados descendieron a la Primera Liga de Bielorrusia 2022.
Un tercer cupo para la segunda ronda de la Liga de Conferencia Europa 2022-23 fue asignado al campeón de la Copa de Bielorrusia. 

## Ascensos y descensos
Los dos últimos equipos de la temporada 2020, Smolevichi y el Belshyna fueron relegados a la Primera Liga de Bielorrusia de 2021, tras solo una temporada en la máxima categoría. Fueron reemplazados por el Sputnik Rechitsa campeón de la Primera Liga Bielorrusa 2020, que debuta en la máxima categoría por primera vez en su historia, y por el Gomel que regresa tras descender en la temporada 2019.
En el invierno 2020/21, Gorodeya (que terminó 13 ° el año pasado) se disolvió y dejó un lugar vacante en la Liga Premier. El Smorgon (equipo sexto clasificado de la temporada pasada de la Primera Liga) fue admitido para cubrir la vacante, después de que a Krumkachy (equipo tercero clasificado de la Primera Liga) se le negara la licencia de la Liga Premier, y otros dos clubes rechazaron la oportunidad debido a una financiación insuficiente.
| Pos. | Descendidos de la Liga Premier de Bielorrusia 2020 |
| ---- | -------------------------------------------------- |
| 13.º | FC Gorodeya                                        |
| 15.º | Belshyna                                           |
| 16.º | Smolevichi                                         |

| Pos. | Ascendidos de la Primera Liga de Bielorrusia 2020 |
| ---- | ------------------------------------------------- |
| 1.º  | Sputnik Rechitsa                                  |
| 2.º  | Gomel                                             |
| 6.º  | Smorgon                                           |

## Información de los equipos
| Club                | Ciudad    | Estadio                    | Capacidad |
| ------------------- | --------- | -------------------------- | --------- |
| BATE Borisov        | Borisov   | Borisov Arena              | 13,126    |
| Dinamo Brest        | Brest     | OSK Brestsky               | 10,169    |
| Dinamo Minsk        | Minsk     | Estadio Dinamo (Minsk)     | 22,246    |
| Energetik-BGU       | Minsk     | Estadio FC Minsk           | 3,100     |
| Gomel               | Gómel     | Estadio Central (Gomel)    | 14,307    |
| Isloch Minsk Raion  | Minsk     | Estadio FC Minsk           | 3,100     |
| Minsk               | Minsk     | Estadio FC Minsk           | 3,100     |
| Neman Grodno        | Grodno    | Estadio Neman              | 9,000     |
| Rukh Brest          | Brest     | OSK Brestsky               | 10,169    |
| Shakhtyor Soligorsk | Soligorsk | Estadio Stroitel           | 4,200     |
| Slavia Mozyr        | Mozyr     | Estadio Yunost (Mozyr)     | 5,300     |
| Slutsk              | Slutsk    | City Stadium (Slutsk)      | 2,150     |
| Smorgon             | Smarhon   | Estadio Yunsot (Smorgon)   | 3,500     |
| Sputnik Rechitsa    | Rechitsa  | Estadio Central (Rechitsa) | 3,550     |
| Torpedo Zhodino     | Zhodino   | Estadio Torpedo (Zhodino)  | 6,524     |
| Vitebsk             | Vitebsk   | Vitebsky CSK               | 8,300     |

## Tabla de posiciones
| Pos. | Equipo                  | Pts. | PJ | G  | E  | P  | GF | GC | Dif. | Clasificación 2022–23                          |
| ---- | ----------------------- | ---- | -- | -- | -- | -- | -- | -- | ---- | ---------------------------------------------- |
| 1    | Shakhtyor Soligorsk (C) | 75   | 30 | 24 | 3  | 3  | 63 | 18 | +45  | Primera ronda de la Liga de Campeones          |
| 2    | BATE Borisov            | 65   | 30 | 19 | 8  | 3  | 61 | 27 | +34  | Segunda ronda de la Liga de Conferencia Europa |
| 3    | Dinamo Minsk            | 62   | 30 | 19 | 5  | 6  | 55 | 20 | +35  | Segunda ronda de la Liga de Conferencia Europa |
| 4    | Gomel                   | 59   | 30 | 17 | 8  | 5  | 57 | 23 | +34  |                                                |
| 5    | Rukh Brest              | 58   | 30 | 16 | 10 | 4  | 52 | 28 | +24  |                                                |
| 6    | Dinamo Brest            | 38   | 30 | 8  | 14 | 8  | 32 | 32 | 0    |                                                |
| 7    | Vitebsk                 | 37   | 30 | 9  | 10 | 11 | 35 | 39 | −4   |                                                |
| 8    | Torpedo Zhodino         | 36   | 30 | 10 | 6  | 14 | 38 | 43 | −5   |                                                |
| 9    | Slutsk                  | 35   | 30 | 9  | 8  | 13 | 36 | 44 | −8   |                                                |
| 10   | Neman Grodno            | 34   | 30 | 9  | 7  | 14 | 37 | 36 | +1   |                                                |
| 11   | Isloch Minsk Raion      | 34   | 30 | 9  | 7  | 14 | 38 | 47 | −9   |                                                |
| 12   | Energetik-BGU           | 33   | 30 | 8  | 9  | 13 | 35 | 42 | −7   |                                                |
| 13   | Minsk                   | 33   | 30 | 8  | 9  | 13 | 32 | 53 | −21  |                                                |
| 14   | Slavia Mozyr (O)        | 32   | 30 | 8  | 8  | 14 | 40 | 48 | −8   | Playoffs de descenso                           |
| 15   | Smorgon (D)             | 21   | 30 | 4  | 9  | 17 | 26 | 66 | −40  | Descenso a Primera Liga de Bielorrusia 2022    |
| 16   | Sputnik Rechitsa (D)    | 7    | 30 | 2  | 1  | 27 | 12 | 82 | −70  | Retirado de la liga                            |

Actualizado a los partidos jugados el 28 de noviembre de 2021.
 Fuente: football.by, Soccerway
Criterios de clasificación: 1) Puntos; 2) puntos entre sí; 3) diferencia de goles entre sí; 4) Goles marcados en los duelos entre sí; 5) Diferencia de Goles 6) Partidos ganados; 7) Goles.
Notas:
1. ↑  El Sputnik Rechitsa anunció su retiro de liga debido a los problemas financieros. Sus partidos restantes se darán por marcador de 3:0.[4]

## Resultados
- Cada equipo juega en casa y fuera una vez contra todos los demás equipos para un total de 30 partidos jugados por cada club.
| Local \ Visitante   | BAT | DBR | DMI | ENE | GOM | ISL | MIN | NEM | RUK | SHA | SLA | SLU | SMO | SPU | TZH | VIT |
| ------------------- | --- | --- | --- | --- | --- | --- | --- | --- | --- | --- | --- | --- | --- | --- | --- | --- |
| BATE Borisov        | —   | 0–2 | 1–1 | 2–1 | 3–2 | 2–2 | 1–0 | 3–0 | 3–2 | 1–0 | 3–0 | 3–0 | 1–0 | 2–1 | 3–0 | 4–0 |
| Dinamo Brest        | 0–0 | —   | 1–1 | 0–1 | 1–0 | 1–0 | 2–2 | 1–3 | 1–1 | 0–3 | 0–3 | 0–0 | 2–2 | 3–0 | 3–2 | 0–0 |
| Dinamo Minsk        | 0–2 | 2–0 | —   | 2–0 | 1–2 | 2–1 | 2–0 | 2–0 | 0–1 | 1–2 | 4–0 | 1–0 | 2–0 | 3–0 | 3–0 | 3–1 |
| Energetik-BGU       | 1–1 | 0–0 | 0–1 | —   | 3–2 | 1–1 | 1–1 | 1–1 | 0–2 | 1–2 | 2–3 | 1–0 | 3–0 | 0–1 | 1–1 | 2–2 |
| Gomel               | 2–2 | 0–0 | 2–0 | 4–0 | —   | 2–0 | 5–0 | 2–0 | 0–0 | 2–7 | 3–0 | 4–1 | 0–0 | 2–0 | 1–1 | 4–1 |
| Isloch Minsk Raion  | 1–4 | 1–1 | 1–3 | 0–4 | 1–2 | —   | 1–1 | 2–0 | 0–1 | 0–1 | 1–0 | 2–0 | 2–0 | 3–0 | 0–0 | 0–1 |
| Minsk               | 2–2 | 1–0 | 1–3 | 2–1 | 0–0 | 1–0 | —   | 0–5 | 2–2 | 0–3 | 0–6 | 2–1 | 2–2 | 3–0 | 0–2 | 3–3 |
| Neman Grodno        | 0–2 | 0–1 | 1–2 | 3–0 | 1–0 | 1–2 | 0–2 | —   | 0–1 | 1–2 | 2–2 | 1–0 | 5–0 | 2–2 | 3–1 | 0–0 |
| Rukh Brest          | 2–2 | 3–2 | 1–3 | 0–0 | 1–1 | 7–1 | 1–0 | 2–0 | —   | 1–0 | 2–1 | 1–0 | 5–0 | 2–0 | 3–0 | 2–0 |
| Shakhtyor Soligorsk | 1–0 | 1–1 | 1–0 | 2–0 | 0–1 | 4–0 | 1–0 | 1–0 | 4–1 | —   | 4–1 | 1–1 | 3–0 | 3–0 | 3–1 | 2–0 |
| Slavia Mozyr        | 3–1 | 1–1 | 0–0 | 2–3 | 2–4 | 1–1 | 1–2 | 1–1 | 1–1 | 0–4 | —   | 3–1 | 1–1 | 3–0 | 0–1 | 0–2 |
| Slutsk              | 3–4 | 1–1 | 1–1 | 2–0 | 1–4 | 2–1 | 2–2 | 1–1 | 3–0 | 1–4 | 2–1 | —   | 2–1 | 3–2 | 2–0 | 1–2 |
| Smorgon             | 1–3 | 1–1 | 0–5 | 2–2 | 1–2 | 1–2 | 1–0 | 0–2 | 1–1 | 2–2 | 0–2 | 1–1 | —   | 2–0 | 1–3 | 2–0 |
| Sputnik Rechitsa    | 0–3 | 0–4 | 0–5 | 0–3 | 0–3 | 1–5 | 0–1 | 0–3 | 0–3 | 1–2 | 0–2 | 0–3 | 0–3 | —   | 0–3 | 4–3 |
| Torpedo Zhodino     | 0–3 | 0–2 | 1–2 | 0–1 | 0–1 | 3–3 | 2–1 | 1–1 | 3–3 | 0–1 | 2–0 | 0–1 | 7–1 | 2–0 | —   | 1–0 |
| Vitebsk             | 0–0 | 3–1 | 0–0 | 3–2 | 0–0 | 0–4 | 3–1 | 2–0 | 0–0 | 1–2 | 2–2 | 0–0 | 5–0 | 3–0 | 0–1 | —   |

## Promoción por la permanencia
| Equipo 1     | Agr. | Equipo 2  | Ida | Vuelta |
| ------------ | ---- | --------- | --- | ------ |
| Slavia Mozyr | 1-0  | Krumkachy | 1-0 | 0-0    |

## Goleadores
| Pos. | Jugador            | Equipo              | Goles |
| ---- | ------------------ | ------------------- | ----- |
| 1    | Dembo Darboe       | Shakhtyor Soligorsk | 19    |
| 2    | Andrey Solovey     | Gomel               | 18    |
| 3    | Maksim Skavysh     | Shakhtyor Soligorsk | 13    |
| 3    | Stanislav Bilenkyi | Dinamo Brest        | 13    |
| 5    | Ablaye Mbengue     | Dinamo Minsk        | 10    |